# Глубокое (озеро, Антарктида)
Глубокое — небольшое озеро в восточной Антарктиде, расположенное в Оазисе Холмы Тала. Расположено восточнее полярной станции Молодёжная. Рядом находится озеро Лагерное.
Названо и нанесено на карту Советской Антарктической экспедицией в 1962 году.
Средняя глубина водоёма 30 м. Поверхность озера круглый год скована льдом, только летом вдоль берегов образуются закраины — небольшое водное пространство между сушей и краем льда с талыми водами. Так как на ледяной поверхности водоёма почти полностью отсутствует снежный покров в тёплое время года, а водная масса содержит мало взвеси, 10-15 % от измеренной приходящей солнечной радиации (до 5 Вт/м²) достигает дна. Температура воды в придонном слое составляет 4 °C. Фитопланктон Глубокого очень скуден, из-за чего прозрачность воды весьма высокая — до 15 м.